# Doué-la-Fontaine
Doué-la-Fontaine korábbi község Franciaország Loire mente régiójában, Maine-et-Loire megyében. 2016. december 30-án hét másik korábbi községgel egyesült és Doué-en-Anjou  új község része lett.
Lakosainak száma 7686 fő (2018. január 1.). Doué-la-Fontaine Louresse-Rochemenier, Brossay, Concourson-sur-Layon, Dénezé-sous-Doué, Forges, Montfort, Saint-Georges-sur-Layon, Vaudelnay és Les Verchers-sur-Layon községekkel határos.

## Népesség
A település népességének változása:
| Lakosok száma | 7584 | 11 368 | 7552 | 7686 |
|               | 2013 | 2016   | 2017 | 2018 |